# Chigubo (distrito)

Localização do distrito de Chigubo em Moçambique

O distrito de Chigubo está situado na parte norte da província de Gaza, em Moçambique. A sua sede é a povoação de Dindiza ou Ndindiza desde 2002, quando foi transferida de Chigubo ou Saute.
Tem limites geográficos, a norte com o distrito de Massangena, a leste com os distritos de Mabote, Funhalouro e Panda da província de Inhambane, a sul com os distritos de Chibuto e Guijá e a oeste é limitado pelos distritos de Mabalane e Mapai .
O distrito de Chigubo tem uma superfície de 13 952 km² e uma população recenseada em 2007 de 21 237, tendo como resultado uma densidade populacional de 1,5 habitantes/km². A população recenseada em 2007 representa um aumento de apenas 2,7% em relação aos 20 685 habitantes registados no Censo de 1997. 

## Divisão Administrativa
O distrito está dividido em dois postos administrativos: (Chigubo e Ndidiza), compostos pelas seguintes localidades:
- Posto Administrativo de Chigubo:
  - Chigubo
  - Machaila
- Posto Administrativo de Ndidiza:
  - Ndidiza
  - Nhanale

## Economia
Para além de alguns recursos florestais, a principal actividade económica do distrito é o Parque Nacional de Banhine, que está a ser recuperado.